# Dasiops villiplatus
Dasiops villiplatus är en tvåvingeart som beskrevs av Mcalpine 1964. Dasiops villiplatus ingår i släktet Dasiops och familjen stjärtflugor.
Artens utbredningsområde är Alberta. Inga underarter finns listade i Catalogue of Life.